# Оян (Жетысуская область)
Оян (каз. Оян) — село в Каратальском районе Жетысуской области Казахстана. Входит в состав Балпыкского сельского округа. Код КАТО — 195033200.

## Население
В 1999 году население села составляло 511 человек (257 мужчин и 254 женщины). По данным переписи 2009 года, в селе проживали 523 человека (255 мужчин и 268 женщин).